# Шеније (Марна)
Шеније (фр. Cheniers) насеље је и општина у североисточној Француској у региону Шампањ-Арден, у департману Марна која припада префектури Шалонс ан Шампањ.
По подацима из 2011. године у општини је живело 117 становника, а густина насељености је износила 7,51 становника/km². Општина се простире на површини од 15,58 km². Налази се на средњој надморској висини од 122 метара.

## Демографија
| 1962. | 1968. | 1975. | 1982. | 1990. | 1999. | 2011. |
| ----- | ----- | ----- | ----- | ----- | ----- | ----- |
| 39    | 51    | 59    | 64    | 78    | 73    | 117   |

График промене броја становника у току последњих година